# Trzcianka (powiat staszowski)
Trzcianka – wieś w Polsce położona w województwie świętokrzyskim, w powiecie staszowskim, w gminie Osiek.
W latach 1975–1998 miejscowość należała administracyjnie do województwa tarnobrzeskiego.
W sąsiedztwie wsi przebiega szerokotorowa linia kolejowa nr 65 (tzw. LHS) oraz droga krajowa nr 79, natomiast bezpośrednio przez wieś przebiega droga gminna nr 4233023 do Sworonia i nr 4233022 do Trzcianki-Kolonii. 

## Historia
Pierwsza wzmianka o Trzciance pochodzi z czasów Joannisa Długosza, wtedy to według jego Liber Beneficiorum... (1470–1480) leżała ona w parafii Niekrasów, tak jak i dziś a była własnością Tomasza Kołaczkowskiego herbu Janina. Miała 4 łany kmiecie powierzchni, z których dziesięcinę snopową i konopną, wartości 4 grzywien, płacono vive–prepozyturze sandomierskiej. Nie miała innych rodzajów własności nieruchomej, które można by obciążyć tym podatkiem (np. karczmy, czy młyna). Jednak zapisano również dawne długi o wartości około 30 grzywien za tzw. sprawy dawne jak i obecne, podług nowego rejestru, które winien uregulować w całości Tomasz Kołaczkowski herbu Janina,. W dokumentach zyskała obecną pisownię dopiero w roku 1892 i zapisywana jest tak, jak ma to miejsce obecnie; zaś nazwą pierwotną jest Trzczyanka. W dokumentach występuje jako (z łac.) Thrczianka, Thrczyana, Thrczyana, Trcinka, Trczana, Trczanka, Trczyanka, Trczynna, Trzciana, Trzcziana, Trzczyanka, Trzianka.

Filip Sulimierski (red. naczelny), Bronisław Chlebowski (red.), Władysław Walewski (red.): Słownik geograficzny Królestwa Polskiego i innych krajów słowiańskich. Nakładem Władysława Walewskiego. T. VII. Warszawa: Druk „WIEKU” Nowy-Świat Nr. 61, 1886, s. 78.

Ecclesiae Collegiatarum. Sandomiriensis. (...) Vicepraepositura.
 Trzcianka, villa sub parochial de Niekrasów. (...) alias Trzczyanka (Trzcianka) villa...
 TRZCZYANKA, villa sub parochia ecclesiae de Nyekrasszow sita, cuius haeres Thomas К о l y a с z к о w s к y de armis J a n i n a, in qua sunt quatuor lanei cmethonales, de quibus omnibus datur manipularis decima et per duas ierugas canapalis, et conducunt eam cmethones in horreum a vicepraeposito locandum et valor eius aestimatur ad quatuor marcas. Item non est ibi curia militaris aliqua, neque taberna, neque hortulania, neque molendinum; item vicepraepositus Sandomiriensis habet in S a n d o m i r i a  pro sua inhabitatione et recollectione perpetuam et specialem domum ligneam, cuius area sita est inter domum cantoris Sandomiriensis et domum vicariorum, habens latam aream; item praepositura Sandomiriensis iuxta vetera et nova regestra taxata est ad triginta marcas.

Joannis Długosz, Liber beneficiorum dioecesis Cracoviensis, tomus I.

Według regestru poborowego z 1508 Trzcianka wraz z wsiami: Niekrasów, [[Tursko Wie
Filip Sulimierski (red. naczelny), Bronisław Chlebowski (red.), Władysław Walewski (red.): Słownik geograficzny Królestwa Polskiego i innych krajów słowiańskich. Nakładem Władysława Walewskiego. T. VII. Warszawa: Druk „WIEKU” Nowy-Świat Nr. 61, 1886, s. 78.lkie|Tursko]] i Ossala należała do Pawła Kołaczkowskiego, który płacił 22 gr. poboru.

4. Palatinatus Sandomiriensis. a. Districtus Sandomiriensis 1508 a.
 Thursko, Thrczanka, Nyekrassow, Ossola, n. Paulus Kolaczowsky gr 22.

Adolf Pawiński, Małopolska, t. IV.

W 1578 Jan Turski płacił tu (dziesięcinę) od 6 osadników z 1½ łanu, 1 zagrodnika z rolą oraz 1 ubogiego. Inni Turscy od 2 osadników z ½ łanu, 2 zagrodników z rolą, 1 ubogiego.

II. Palatinatus Sandomiriensis. 1. Districtus Sandomiriensis an. 1578. Par. Niekraszow.
 Trczanka, Joannis Turski, col. 6 in lan. 1½, hort. 1, inq. 3, paup. 1;
 Eorundem Turskich, col 2 in lan. ½, hort. c. a. 2, inq. paup. 1.

Adolf Pawiński, Małopolska, t. III.

Wieś wymieniana w Słowniku geograficznym Królestwa Polskiego i innych krajów słowiańskich pod koniec XIX wieku.

TRZCIANKA alias Trzcianna, folwark i Trzcianna Dolna i Trzcianna Górna, wieś nad rzeką Wisłą, powiat sandomierski, gmina Tursko, parafia Niekrasów, odległość od Sandomierza 33 wiorsty, ma 43 domy, 317 mieszkańców. W 1827 roku (było tu) 23 domy, 187 mieszkańców. Folwark Trzcianka, oddzielony od dóbr Ossala, rozległość (dominalna) mórg 643: gruntów ornych i ogrodów mórg 315, łąk mórg 138, pastwisk mórg 16, wody mórg 7, lasu mórg 150, nieużytków mórg 17; budynków drewnianych 15; płodozmian 7-pololowy, las nieurządzony, młyn. Drogą sprzedaży oddzielono po roku 1874 z obszaru folwarku mórg 86. Wieś(:) Trzcianka alias Trzcianna Dolna ma 11 osad, 101 mórg; Trzcianka (alias Trzcianna) Górna 28 osad, 276 mórg. W połowie XV wieku Trzcianka, w parafii Niekrasów, własność Kołaczkowskiego herbu Janina, miała 4 łany, z których dziesięcinę snopową i konopną, wartości 4 grzywien, płacono wiceprepozyturze sandomierskiej (Długosz, Liber Beneficiorum, I, 312). W roku 1578 Jan Turski płaci tu (dziesięcinę) od 3 osadników, ¾ łanu, 1 zagrodnika z rolą, 1 ubogiego. Inni Turscy od 2 osadników, ½ łanu, 2 zagrodników z rolą, 1 ubogiego (Pawiński, Małopolska, III, 169).

Bronisław Chlebowski i Ludwik Krzywicki, Słownik geograficzny Królestwa Polskiego i innych krajów słowiańskich, t. XII.

Na podstawie ww. informacji z 1892 roku – ówczesna Trzcianka to folwark i wieś Trzcianna Dolna i Górna leżące nad rzeką Wisłą w powiecie sandomierskim w gminie Tursko, w parafii Niekrasów, w odległości 33 wiorst od Sandomierza. Posiadała 43 domy i 317 mieszkańców. W 1827 były tu 23 domy i 187 mieszkańców.
W 1827 folwark Trzcianna (obecnie to Trzcianka–Kolonia, nazywana wówczas Trzcianką Folwarczną) został oddzielony od dóbr Ossala, jego rozległość ogólna to 643 morgi w tym: 315 mórg gruntów ornych i ogrodów, 138 mórg łąk, 16 mórg pastwisk, 7 mórg wody, 150 mórg lasu, 17 mórg nieużytków; jak i 15 budynków drewnianych; stosuje się płodozmian 7–polowy, las nieurządzony oraz młyn. Drogą sprzedaży oddzielono po 1874 z obszaru folwarku 86 mórg. Wieś Trzcianka Dolna (z łac. al. Trzcianna Dolna) miała 11 osad mieszkalnych i 101 mórg rozległości ogółem, natomiast Trzcianka Górna (z łac. al. Trzcianna Górna) miała 28 osad mieszkalnych i 276 mórg rozległości ogółem.
W 1886 roku ówczesna parafia Niekrasów należała do ówczesnego dekanatu sandomierskiego (ale dawniej jeszcze do dekanatu staszowskiego) i liczyła wówczas 2 230 dusz. 
Trzcianka w 1867 wchodziła w skład gminy Tursko, z urzędem gminy w Strużkach. Sądem okręgowym dla gminy był IV Sąd Okręgowy w Staszowie (tam też była stacya pocztowa). Gmina miała 8 781 mórg rozległości ogółem (w tym 5 083 mórg włościańskich) i 4 613 mieszkańców (w tym 1,4 proc. pochodzenia żydowskiego, tj. 63 żydów). W skład gminy wchodziły jeszcze: Antoszówka, Dąbrowa, Luszyca, Matyaszów, Nakol, Niekrasów, Niekurza, Okrągła, Ossala, Pióry, Rudniki, Szwagrów, Strużki, Sworoń, Tursko Małe, Tursko Wielkie, Tursko Wola, Zaduska Kępa i Zawada.

Trzcianka albo Trzcianna Dolna wieś, gm. Tursko Wlk. — dm. 4, mk. 248, w tem 12 wyzn. mojż. W połowie XV w. własność Kołaczkowskiego h. Janina, w r. 1578 w posiadaniu Jana Turskiego.
Tu znajduje się obozowisko tatarskie z XIII w. w formie okopu. We wsi ozdobny krzyż przydrożny.

Wacław Skarbimir Laskowski, Słownik krajoznawczy miejscowości powiatu sandomierskiego.

Trzcianka Górna wieś. gm. Tursko Wlk., spisana łącznie z T. Dolną.

Wacław Skarbimir Laskowski, Słownik krajoznawczy miejscowości powiatu sandomierskiego.

Trzcianka Las wieś, gm. Tursko Wielkie.

Wacław Skarbimir Laskowski, Słownik krajoznawczy miejscowości powiatu sandomierskiego.

To Trzcianka Dolna była przedpolem głównego obozu tatarskiego z 1241 roku, a atak Polskiego Wojska nastąpił od strony Turska Wielkiego na obóz w Trzciance. Ten wąwóz od Domu Ludowego do rzeki Strzegomki zwanej Trzcianką, został wykopany przez Tatarów i był miejscem głównych walk, jednak w historiografii utarła się „bitwa pod Turskiem”, co fakt miało miejsce pod Turskiem, bo w Trzciance Dolnej.
W okresie 20. międzywojennego od obecnego sioła Bargielka, aż za Dom Ludowy do zakrętu ulokowana była osobna wieś Trzcianka Las, która ze względu II wojny światowej i drewnianej zabudowy zanikła, a po części jej dawne włości włączono w skład obecnej Trzcianki-Kolonii i Trzcianki wsi.
Współcześnie w ujęciu Piotra Barańskiego w jego książce Miasto i Gmina Osiek z 1999 roku. 

W gminie. (...) Trzcianka.
 Są to dwa sołectwa Trzcianka Wieś i Trzcianka Kolonia (tradycyjnie mieszkańcy nazywali ją Trzcianka Folwark). Wieś należała do dóbr w Ossali. Tutaj działał oddział ”Jędrusie”, tu urodził się i mieszkał prezydent na uchodztwie, Kazimierz Sabat. U państwa Borglów stał młyn wodny, dziś zniszczony.
 Poza wsią, przy drodze do Ossali stoi piękna, murowana figurka przydrożna. Wzniesiona w 1834 roku z fundacji Januszewskich ma kształt czworobocznego słupa podtrzymującego czworoboczną, otwartą arkadami latarnię. W jej wnętrzu znajduje się ludowo – barokowy posążek Chrystusa Frasobliwego.

Piotr Barański, Miasto i Gmina Osiek.

## Demografia
Współczesna struktura demograficzna wioski Trzcianka na podstawie danych z lat 1995–2009 według roczników GUS-u, z prezentacją danych z 2002 roku:

| WYSZCZEGÓLNIENIE | WYSZCZEGÓLNIENIE | WYSZCZEGÓLNIENIE | WYSZCZEGÓLNIENIE | WYSZCZEGÓLNIENIE | J. m.       | POPULACJA MIESZKAŃCÓW (w przedziałach wiekowych w 2002 roku) | POPULACJA MIESZKAŃCÓW (w przedziałach wiekowych w 2002 roku) | POPULACJA MIESZKAŃCÓW (w przedziałach wiekowych w 2002 roku) | POPULACJA MIESZKAŃCÓW (w przedziałach wiekowych w 2002 roku) | POPULACJA MIESZKAŃCÓW (w przedziałach wiekowych w 2002 roku) | POPULACJA MIESZKAŃCÓW (w przedziałach wiekowych w 2002 roku) | POPULACJA MIESZKAŃCÓW (w przedziałach wiekowych w 2002 roku) | POPULACJA MIESZKAŃCÓW (w przedziałach wiekowych w 2002 roku) | POPULACJA MIESZKAŃCÓW (w przedziałach wiekowych w 2002 roku) | POPULACJA MIESZKAŃCÓW (w przedziałach wiekowych w 2002 roku) |
| WYSZCZEGÓLNIENIE | WYSZCZEGÓLNIENIE | WYSZCZEGÓLNIENIE | WYSZCZEGÓLNIENIE | WYSZCZEGÓLNIENIE | J. m.       | OGÓŁEM                                                       | 0-9                                                          | 10-19                                                        | 20-29                                                        | 30-39                                                        | 40-49                                                        | 50-59                                                        | 60-69                                                        | 70-79                                                        | 80 +                                                         |
| ---------------- | ---------------- | ---------------- | ---------------- | ---------------- | ----------- | ------------------------------------------------------------ | ------------------------------------------------------------ | ------------------------------------------------------------ | ------------------------------------------------------------ | ------------------------------------------------------------ | ------------------------------------------------------------ | ------------------------------------------------------------ | ------------------------------------------------------------ | ------------------------------------------------------------ | ------------------------------------------------------------ |
| I.               | OGÓŁEM           | OGÓŁEM           | OGÓŁEM           | OGÓŁEM           | os.         | 212                                                          | 21                                                           | 28                                                           | 45                                                           | 24                                                           | 27                                                           | 27                                                           | 20                                                           | 17                                                           | 3                                                            |
| I.               | —                | odsetek          | odsetek          | odsetek          | %           | 100                                                          | 9,9                                                          | 13,2                                                         | 21,3                                                         | 11,3                                                         | 12,8                                                         | 12,7                                                         | 9,4                                                          | 8                                                            | 1,4                                                          |
| I.               | 1.               | WEDŁUG PŁCI      | WEDŁUG PŁCI      | WEDŁUG PŁCI      | WEDŁUG PŁCI | WEDŁUG PŁCI                                                  | WEDŁUG PŁCI                                                  | WEDŁUG PŁCI                                                  | WEDŁUG PŁCI                                                  | WEDŁUG PŁCI                                                  | WEDŁUG PŁCI                                                  | WEDŁUG PŁCI                                                  | WEDŁUG PŁCI                                                  | WEDŁUG PŁCI                                                  | WEDŁUG PŁCI                                                  |
| I.               | 1.               | A.               | Mężczyzn         | Mężczyzn         | os.         | 115                                                          | 13                                                           | 13                                                           | 30                                                           | 16                                                           | 15                                                           | 13                                                           | 10                                                           | 4                                                            | 1                                                            |
| I.               | 1.               | A.               | —                | odsetek          | %           | 54,2                                                         | 6,1                                                          | 6,1                                                          | 14,2                                                         | 7,5                                                          | 7,1                                                          | 6,1                                                          | 4,7                                                          | 1,9                                                          | 0,5                                                          |
| I.               | 1.               | B.               | Kobiet           | Kobiet           | os.         | 97                                                           | 8                                                            | 15                                                           | 15                                                           | 8                                                            | 12                                                           | 14                                                           | 10                                                           | 13                                                           | 2                                                            |
| I.               | 1.               | B.               | —                | odsetek          | %           | 45,8                                                         | 3,8                                                          | 7,1                                                          | 7,1                                                          | 3,8                                                          | 5,7                                                          | 6,6                                                          | 4,7                                                          | 6,1                                                          | 0,9                                                          |

 Rysunek 1.1 Piramida populacji — struktura płci i wieku wioski
| I. | OGÓŁEM | OGÓŁEM  | OGÓŁEM            | OGÓŁEM            | OGÓŁEM            | os.     | 212     | 115     | 97      |         |         |         |         |         |         |         |         |         |         |         |
| I. | —      | odsetek | odsetek           | odsetek           | odsetek           | %       | 100     | 54,2    | 45,8    |         |         |         |         |         |         |         |         |         |         |         |
| I. | 1.     | W WIEKU | W WIEKU           | W WIEKU           | W WIEKU           | W WIEKU | W WIEKU | W WIEKU | W WIEKU | W WIEKU | W WIEKU | W WIEKU | W WIEKU | W WIEKU | W WIEKU | W WIEKU | W WIEKU | W WIEKU | W WIEKU | W WIEKU |
| I. | 1.     | A.      | Przedprodukcyjnym | Przedprodukcyjnym | Przedprodukcyjnym | os.     | 39      | 21      | 18      |         |         |         |         |         |         |         |         |         |         |         |
| I. | 1.     | A.      | —                 | odsetek           | odsetek           | %       | 18,4    | 9,9     | 8,5     |         |         |         |         |         |         |         |         |         |         |         |
| I. | 1.     | B.      | Produkcyjnym      | Produkcyjnym      | Produkcyjnym      | os.     | 136     | 82      | 54      |         |         |         |         |         |         |         |         |         |         |         |
| I. | 1.     | B.      | —                 | odsetek           | odsetek           | %       | 64,1    | 38,6    | 25,5    |         |         |         |         |         |         |         |         |         |         |         |
| I. | 1.     | B.      | a.                | mobilnym          | mobilnym          | os.     | 91      | 59      | 32      |         |         |         |         |         |         |         |         |         |         |         |
| I. | 1.     | B.      | a.                | —                 | odsetek           | %       | 42,9    | 27,8    | 15,1    |         |         |         |         |         |         |         |         |         |         |         |
| I. | 1.     | B.      | b.                | niemobilnym       | niemobilnym       | os.     | 45      | 23      | 22      |         |         |         |         |         |         |         |         |         |         |         |
| I. | 1.     | B.      | b.                | —                 | odsetek           | %       | 21,2    | 10,8    | 10,4    |         |         |         |         |         |         |         |         |         |         |         |
| I. | 1.     | C.      | Poprodukcyjnym    | Poprodukcyjnym    | Poprodukcyjnym    | os.     | 37      | 12      | 25      |         |         |         |         |         |         |         |         |         |         |         |
| I. | 1.     | C.      | —                 | odsetek           | odsetek           | %       | 17,5    | 5,7     | 11,8    |         |         |         |         |         |         |         |         |         |         |         |

## Geografia
Współrzędne geograficzne obecnej wioski Trzcianka zostały wyśrodkowane względem starego podziału; utrwalonego w świadomości mieszkańców z Trzcianką: Dolną i Górną, co przedstawia tabela 1; dodatkowo dołączono Trzciankę-Kolonię.

| Opis | Opis              | Opis              | Położenie                                 |
| ---- | ----------------- | ----------------- | ----------------------------------------- |
| 1.   | Trzcianka         | Trzcianka         | 50°29′05″N 21°24′26″E/50,484722 21,407222 |
| 1.   | a.                | Trzcianka Dolna   | 50°29′04″N 21°24′55″E/50,484444 21,415278 |
| 1.   | b.                | Trzcianka Górna   | 50°29′10″N 21°24′00″E/50,486111 21,400000 |
| 2.   | Trzcianka-Kolonia | Trzcianka-Kolonia | 50°28′43″N 21°24′19″E/50,478611 21,405278 |

Wieś Trzcianka położona jest 10,5 km na wschód, północny wschód od Połańca; 18,5 km na wschód, południowy wschód od Staszowa; 22,4 km na północ od Mielca i 22,4 km na zachód, południowy zachód od Tarnobrzega leżąc na wysokości 153,4 m n.p.m. Przy czym Trzcianka Dolna położona jest 10,9 km na wschód, północny wschód od Połańca; 19,1 km na wschód, południowy wschód od Staszowa; 22,4 km na północ od Mielca i 21,9 km na zachód, południowy zachód od Tarnobrzega leżąc na wysokości 150,2 m n.p.m. – z kolei Trzcianka Górna położona jest 10,1 km na północny wschód od Połańca; 18 km na wschód, południowy wschód od Staszowa; 22,6 km na północ od Mielca i 22,8 km na zachód, południowy zachód od Tarnobrzega leżąc na wysokości 166,7 m n.p.m.

## Dawne części wsi – obiekty fizjograficzne
W latach 70. ubiegłego wieku przyporządkowano i opracowano spis lokalnych części integralnych dla Trzcianki: Dolnej i Górnej – obecnie to jedna wieś Trzcianka, zawarty w tabeli 2.

| Nazwa wsi — miasta        | Nazwy części wsi — miasta | Nazwy obiektów fizjograficznych — charakter obiektu |
| ------------------------- | ------------------------- | --- |
| I. Gromada TURSKO WIELKIE |                           | |
| 1. Trzcianka Dolna        | —                         | — |
| 1. Trzcianka Górna        | 1. Bargielka              | 1. Choiny — pole, las 2. Na Lesie — pole 3. Otoka — pole 4. Pastwisko — pole, łąka 5. Pliszka — łąka, pole 6. Pod Jaworem — pole 7. Podolszynie — pole 8. Przymiarki — pole, łąka 9. Rędzina — pole 10. Skała — pole 11. Suchy Grąd — łąka, pole 12. Wisoki — łąka 13. Zagórze — pole, łąka |